# Šest dní, sedm nocí
Šest dní, sedm nocí (v anglickém originále Six Days Seven Nights) je americký romantický film z roku 1998 režiséra Ivana Reitmana s Harrisonem Fordem a Anne Hecheovou v hlavní roli. Jedná se o lehkou situační komedii, která se odehrává v exotickém prostředí tichomořských ostrovů. Jde o svérázně pojatou robinzonádu.

## Děj
Příběh filmu je založen na nečekaném ztroskotání malého civilního letounu na jednom malém a neobývaném tichomořském ostrově. Quinn Harris (Harrison Ford) je místní pilot, který zde zprostředkovává leteckou přepravu, Robin Monroe, je mladá newyorská novinářka z jednoho ženského módního časopisu, která do Tichomoří přijela se svým snoubencem Frankem Martinem na týdenní dovolenou a zásnubní cestu. Poprvé se oba setkávají při příletu do rekreačního letoviska, o několik dnů později ale musí Robin nečekaně pracovně odletět na Tahitské ostrovy, aby dohlédla na důležité fotografování pro svůj časopis. Odlétá s Quinnem v okamžiku kdy se rapidně zhoršuje počasí a blíží se tropická bouře, která poškodí letadlo, následkem čehož musí nouzově přistát na pláži jednoho z místních ostrovů a při tom poškodí svůj podvozek. Oba trosečníci, kteří spolu vytváří velmi nesourodý pár, musí k sobě nalézt cestu a vzájemně si pomáhat v boji o přežití, což nakonec přeroste i ve vzájemnou lásku. Největší krize se projeví v okamžiku, kdy zjistí, že ostrov navštěvují novodobí piráti, kteří vykrádají výletní lodě a zabíjejí jejich majitele. Musí čelit jejich útoku, padnou jim na krátkou dobu do zajetí, ale podaří se jim uprchnout. Během útěku objeví staré japonské vojenské letadlo, které zde havarovalo ve 2. světové válce. Z letadla Quinn odmontuje dva plováky, které použije  pro nouzovou opravu podvozku svého poškozeného letadla. Oprava se jim podaří, letadlo musí urychleně vzlétnout aby uniklo pirátům, kteří na ně útočí malým lodním dělem. Quinn je přitom raněn a Robin musí sama letět i nouzově přistát. Se svým snoubencem, který ji mezitím podváděl s Quinnovou milenkou Angelicou, se nakonec rozejde a do New Yorku se již nevrátí a zůstane s Quinnem.

## Hrají
| Harrison Ford       | Quinn Harris, pilot          |
| Anne Heche          | Robin Monroe, novinářka      |
| David Schwimmer     | Frank Martin                 |
| Jacqueline Obradors | Angelica                     |
| Temuera Morrison    | Jager                        |
| Allison Janney      | Marjorie, Robinina šéfová    |
| Douglas Weston      | Philippe Sinclair, manažer   |
| Cliff Curtis        | Kip                          |
| Danny Trejo         | Pierce                       |
| Ben Bode            | Tom Marlowe, pilot vrtulníku |
| Derek Basco         | Ricky, technik vrtulníku     |
| Amy Sedaris         | Robinina sekretářka          |